# كريستوفر بيركنز (رسام)
كريستوفر بيركنز (بالإنجليزية: Christopher Perkins)‏ هو رسام نيوزيلندي، ولد في 21 سبتمبر 1891، وتوفي في 8 أبريل 1968.